# فرودگاه قزل‌قیه
فرودگاه قزل‌قیه (به لاتین: Kyzyl-Kiya Airport) یک فرودگاه در قرقیزستان است که در شهر قزل‌قیه واقع شده‌است.